# Типы гладиаторов

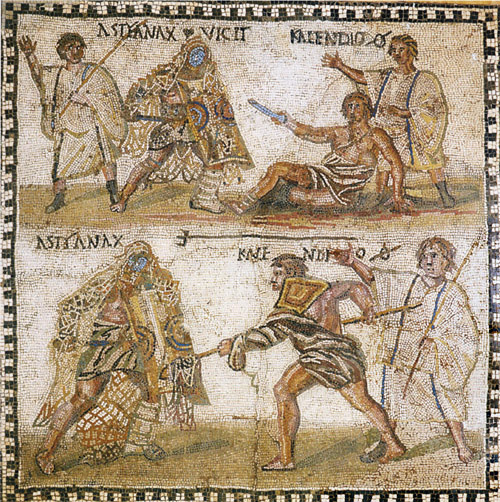
Мозаика IV века н. э.

Типы гладиаторов различались в зависимости от их вооружения, а также применительно к различным должностям, связанным с гладиаторской подготовкой и боями.

## Основные типы гладиаторов

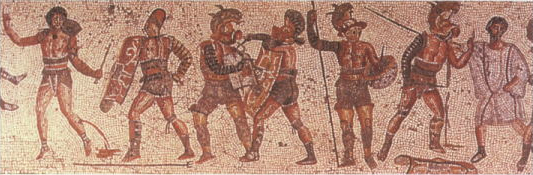
Гладиаторы на мозаике в Злитене (Ливия), 200 год н. э. Слева направо: побеждённый ретиарий, секутор, фракиец, мирмилон, гопломах, второй мирмилон, судья.

### Бестиарий

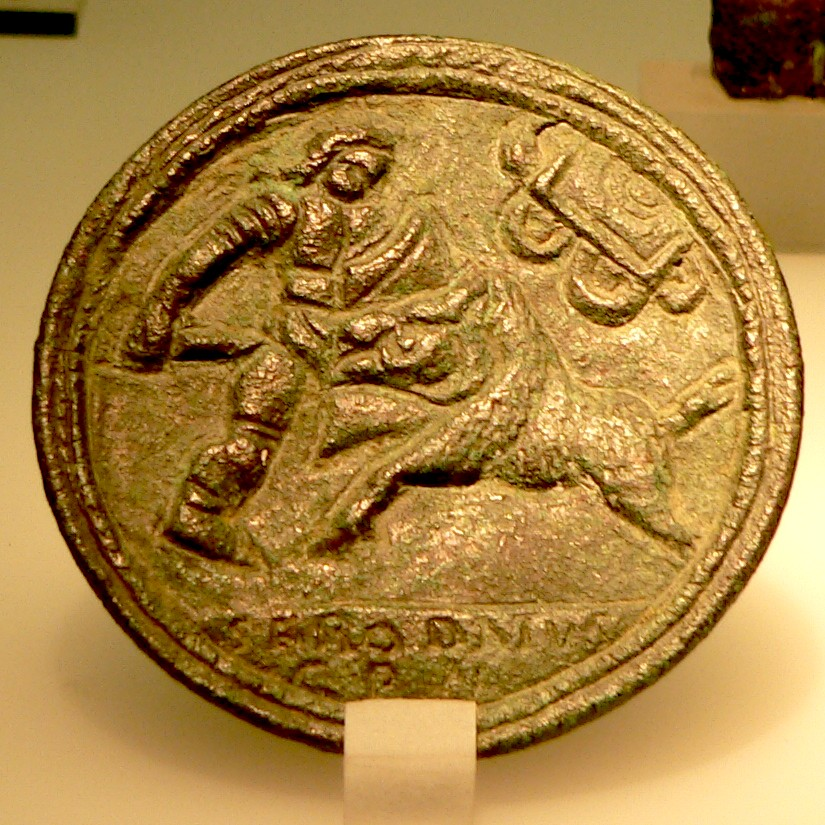
Бронзовый медальон, на котором изображено сражение человека с диким животным (венацио)

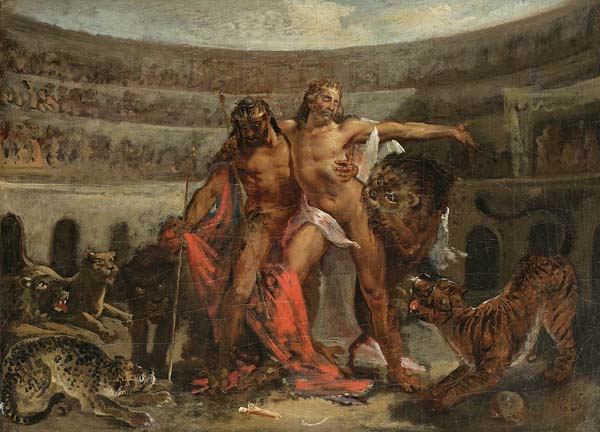
Бестиарии на картине Эжена Делакруа «Гладиаторы в Колизее»

Бестиарий (bestiarius) — гладиатор, предназначенный для боя с хищниками. Название происходит от bestia — «зверь», «животное». Первые бестиарии были слабо вооружены, зачастую одним лишь копьём; выступать в такой роли обычно принуждали осуждённых на смерть преступников. Эти гладиаторы были наименее подготовленными и не пользовались уважением зрителей. Почти всё тело бестиария было обнажено и ничем не защищено. Подобные бои мало напоминали поединки: скорее это было просто травля хищниками, фактически один из видов смертной казни. Иногда несколько зверей выпускали на группу вооружённых бестиариев.
Более поздние бестиарии проходили специальную подготовку в специальных школах-«бестиариорумах» (scholae bestiarum или bestiariorum) и сражались со зверями за деньги. Битвы с их участием чаще заканчивались победой бестиария. Этот тип гладиатора был защищён поножами (ocreae), наручем-маникой (manica) и щитом (овальным, круглым или прямоугольным). Вооружение состояло из копья-гасты и меча-гладиуса.

### Велит
Велит (veles, множество — velites) — гладиатор, вооружённый дротиками (hastae velitares). Гладиаторы-велиты использовали вооружение и тактику древнеримских лёгких пехотинцев-велитов, по аналогии с которыми и были названы.

### Гопломах

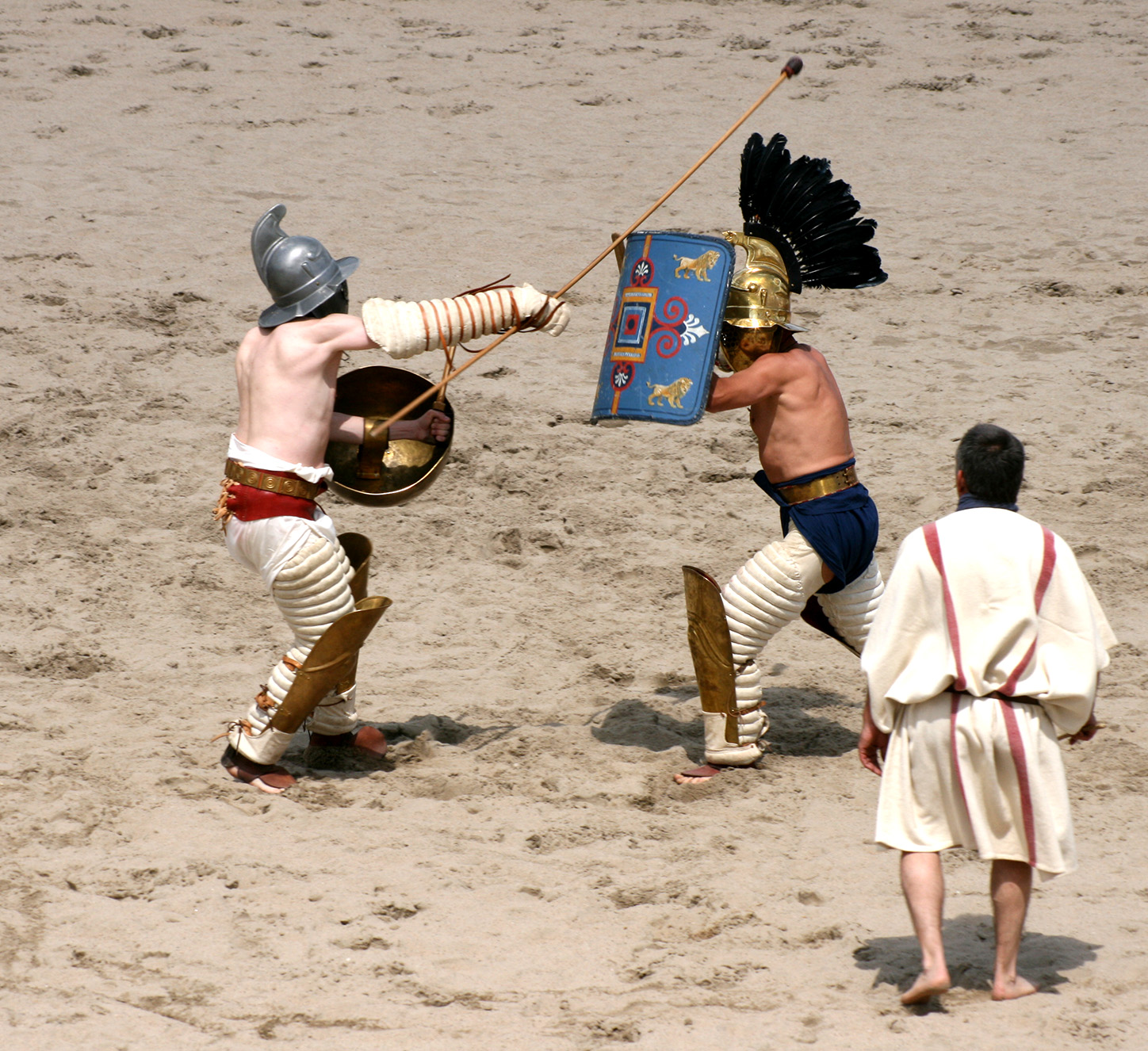
Гопломах (слева) в поединке с фракийцем. Современная реконструкция

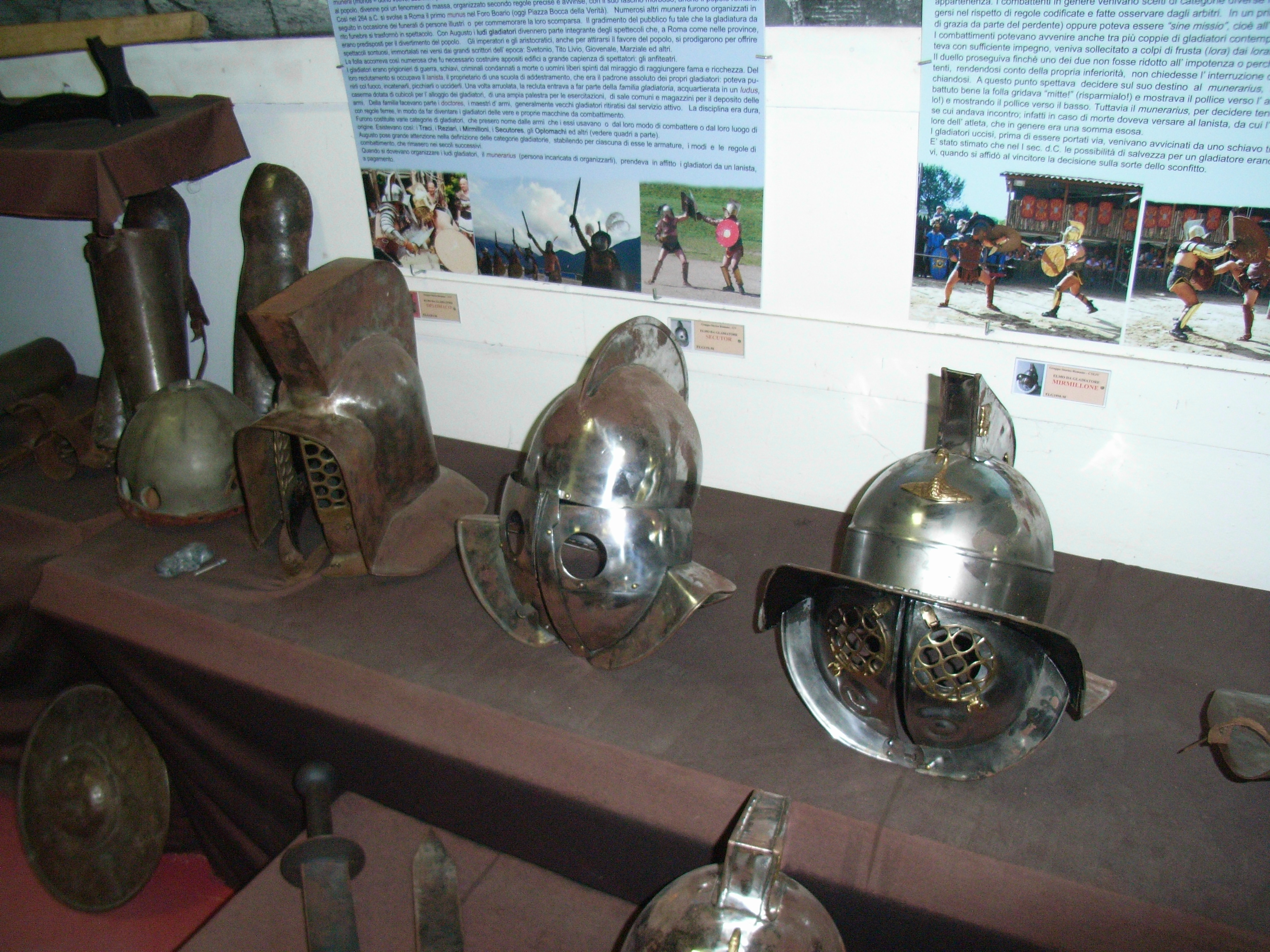
Слева направо: шлемы гопломаха, секутора (скисора), мирмилона. Музей древнеримской истории, Рим

Гопломах (hoplomachus от греческого «οπλομάχος» — «вооружённый боец») — довольно распространённый тип гладиатора. Своим снаряжением имитировал греческих гоплитов. Само слово hoplomachus происходит от греческого ὁπλομάχος («вооруженный боец» или «воин с гоплоном»). Доспехи гопломаха состояли из шлема, маленького круглого щита-пармы или большого легионерского щита, сделанного из одного листа толстой бронзы (сохранились образцы из Помпеи), стёганых обмоток (fasciae) на обеих ногах или высоких поножей (ocreae), доспеха для предплечья — маники (manica) — на правой руке. Шлем гопломаха имел широкие поля, забрало с решёткой, верховья с плюмажем. По бокам шлема вставляли перья. Вооружён гопломах был копьём-гастой (hasta) и кинжалом-пугио (pugio).
Копьё позволяло гопломаху вести бой на дальнем расстоянии. В случае потери копья гопломах переходил в ближний бой, бился кинжалом. Традиционным противником гопломаха был мирмилон или, реже, фракиец.

### Галл
Галл (Gallus) — тип гладиаторов периода Республики. Были экипированы копьём, шлемом и небольшим галльским щитом. Доспехи и оружие гладиаторов-галлов должны были напоминать галльских воинов. Достоверно, что в I веке до н. э. гладиаторы-галлы «трансформировались» в мурмилонов.

### Димахер
Димахер (dimachaerus) — довольно редкий тип гладиатора. Слово dimachaerus буквально значит «с двумя саблями», «двоесабельник» (от греч. Διμάχαιρος). Его доспехи состояли из шлема, коротких поножей и кольчуги (лорика хамата). Шлем имел закрытое забрало с решёткой и широкие поля. Димахер был вооружён двумя кривыми мечами-махайрами (machaera) или кинжалами-сиками.
Точно неизвестно, какой тип гладиаторов был противником димахера на арене. Но римляне считали димахера одним из самых опасных бойцов.

### Эквиты

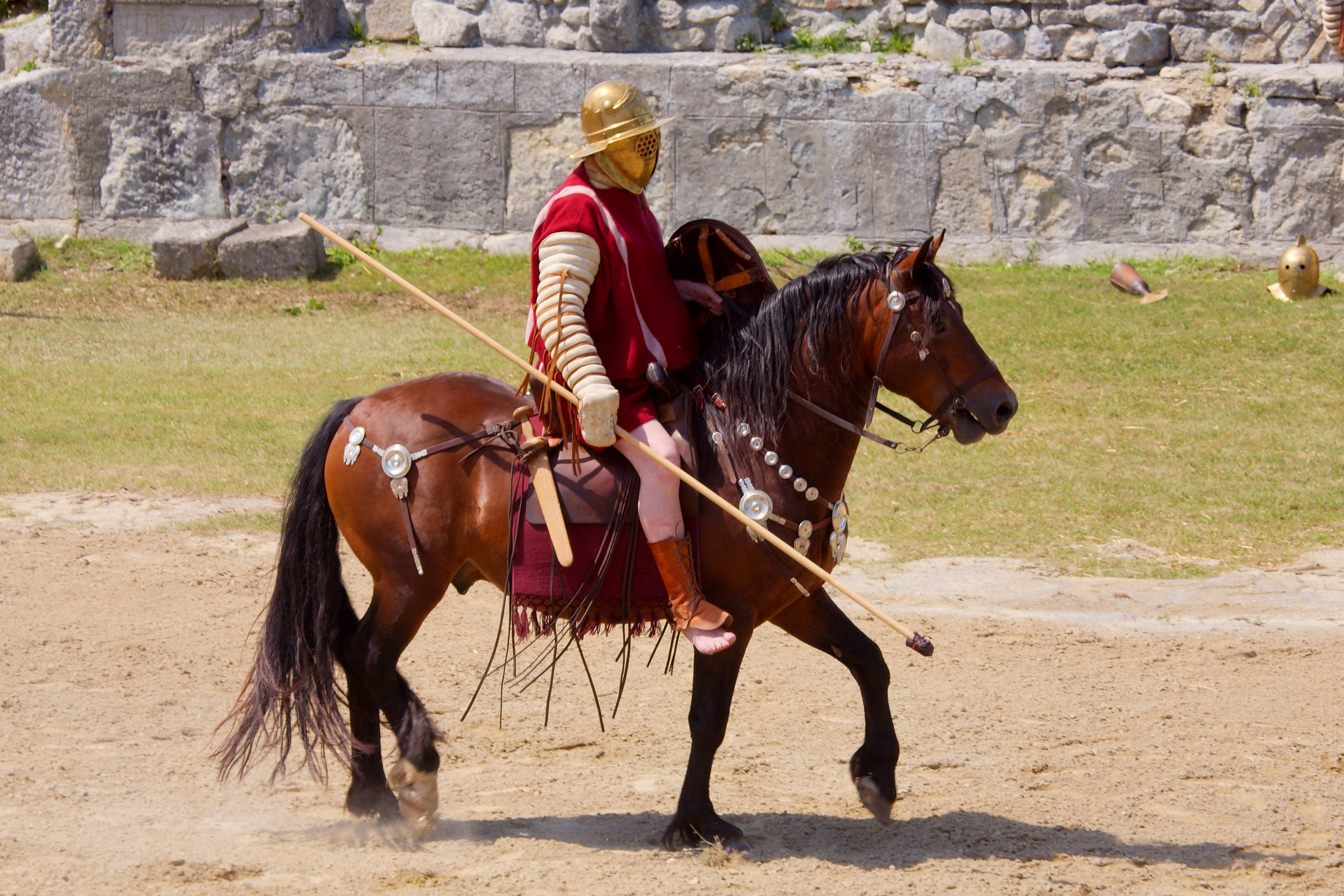
Гладиатор-эквит

Эквиты (eques, множество — equites) — тип гладиатора, который сражался на коне. Буквально — «всадник». Так же звали древнеримских кавалеристов. В отличие от большинства гладиаторов, дерущихся голыми по пояс, эквиты носили туники без рукавов, но с поясом. Доспехи эквита состояли из шлема, кавалерийского круглого щита-пармы (parma equestris) диаметром 60 см и доспеха для предплечья (маники) на правой руке. Шлем имел широкие поля, забрало с решёткой и не имел верховья. По бокам вставлялись перья. Иногда эквиты надевали чешуйчатый доспех (лорика сквамата). Вооружён эквит был копьём-гастой (hasta) и гладиусом. Эквиты открывали гладиаторские бои: дрались утром, сразу после торжественной помпы, предваряя травлю зверей, казнь преступников и бои пеших гладиаторов. Тактика боя эквита соответствовала обычной для римской конницы: метнув копьё, они спешивались и сражались мечом — верховой бой во времена, когда ещё не были известны стремена, был весьма неудобным. На арене эквиты сражались исключительно между собой.

### Мирмиллон

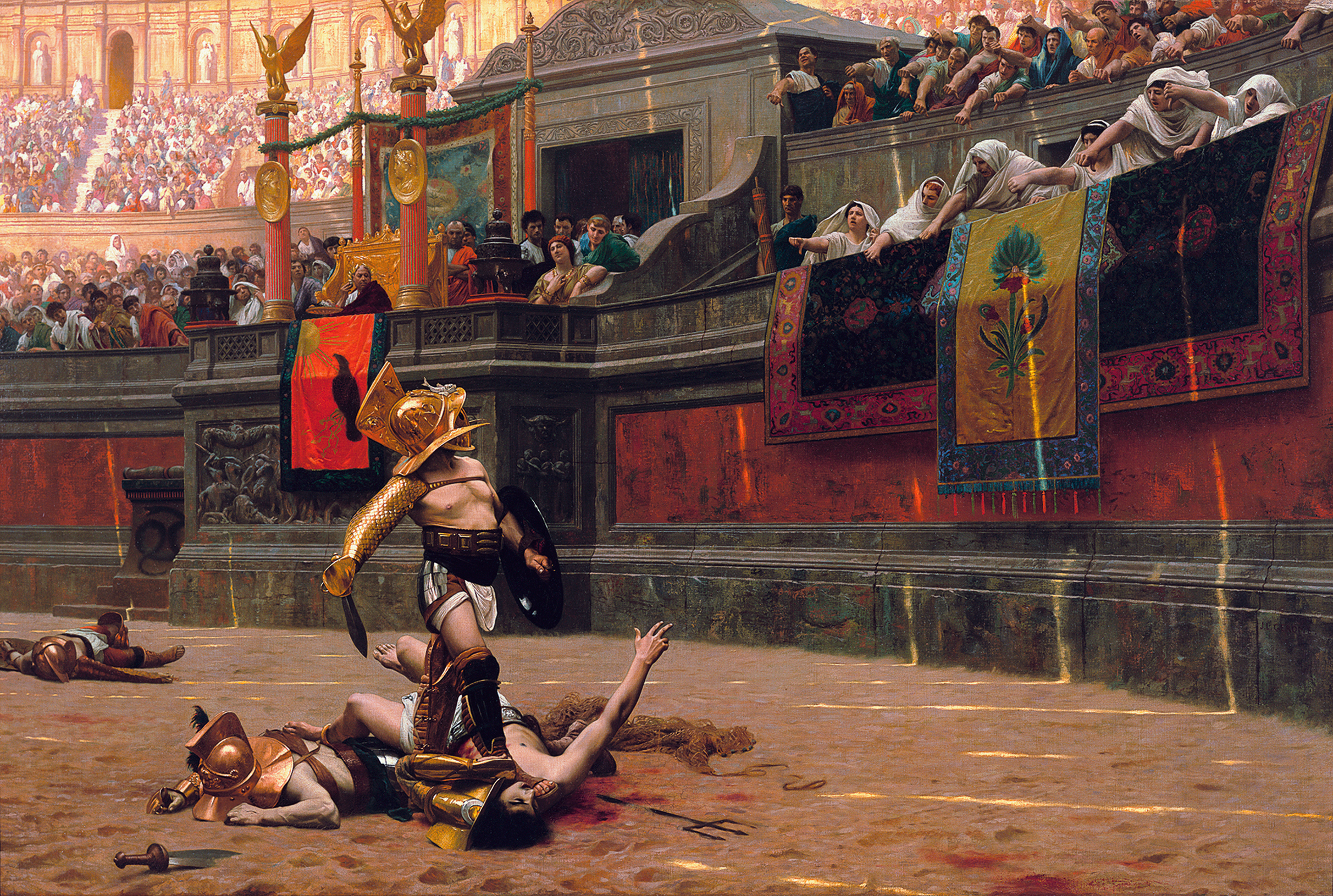
Мирмилон на картине «Pollice Verso» («Пальцы вниз») Ж.-Л. Жерома

Мирмиллон, мурмиллон (myrmillo, murmillo, множественное число — myrmillones, murmillones) — один из самых распространённых типов гладиаторов. Согласно одной из версий, своё название эти гладиаторы получили потому, что на шлеме они носили изображение рыбы «мормир» (греч. Μόρμυλος, μορμύρος). Следует иметь в виду, что сейчас «мормирами» называют африканских пресноводных рыб, однако в древности словом μόρμυλος, μορμύρος могли называть и определённый вид рыбы, распространённый в Средиземном море. Сами мирмилоны, предположительно, произошли от гладиаторов-галлов. Доспехи мирмилона состояли из шлема, наруча на правой руке, короткой (ниже колена) поножи на левой ноге, щита — скутума. Панциря у него не было, дрался обнажённым до пояса, что давало возможность продемонстрировать публике мощный торс и мышцы. Шлем мирмилона имел широкие поля, забрало с решёткой и характерный гребень в виде рыбы, который мог быть посеребрён. Дрался мирмилон обычным мечом римской пехоты — гладиусом. Когда с II—III веков н. э. мирмилоны получили вместо гладиуса длинный меч — спату, они стали называться «мирмилоны-спатарии» (myrmillones-spatharii).
Традиционным противником мирмилона был фракиец. Пара «мирмилон-фракиец» была одной из самых распространённых во время гладиаторских боёв. Реже мирмилоны сражались с гопломахами или ретиариями, но никогда между собой.

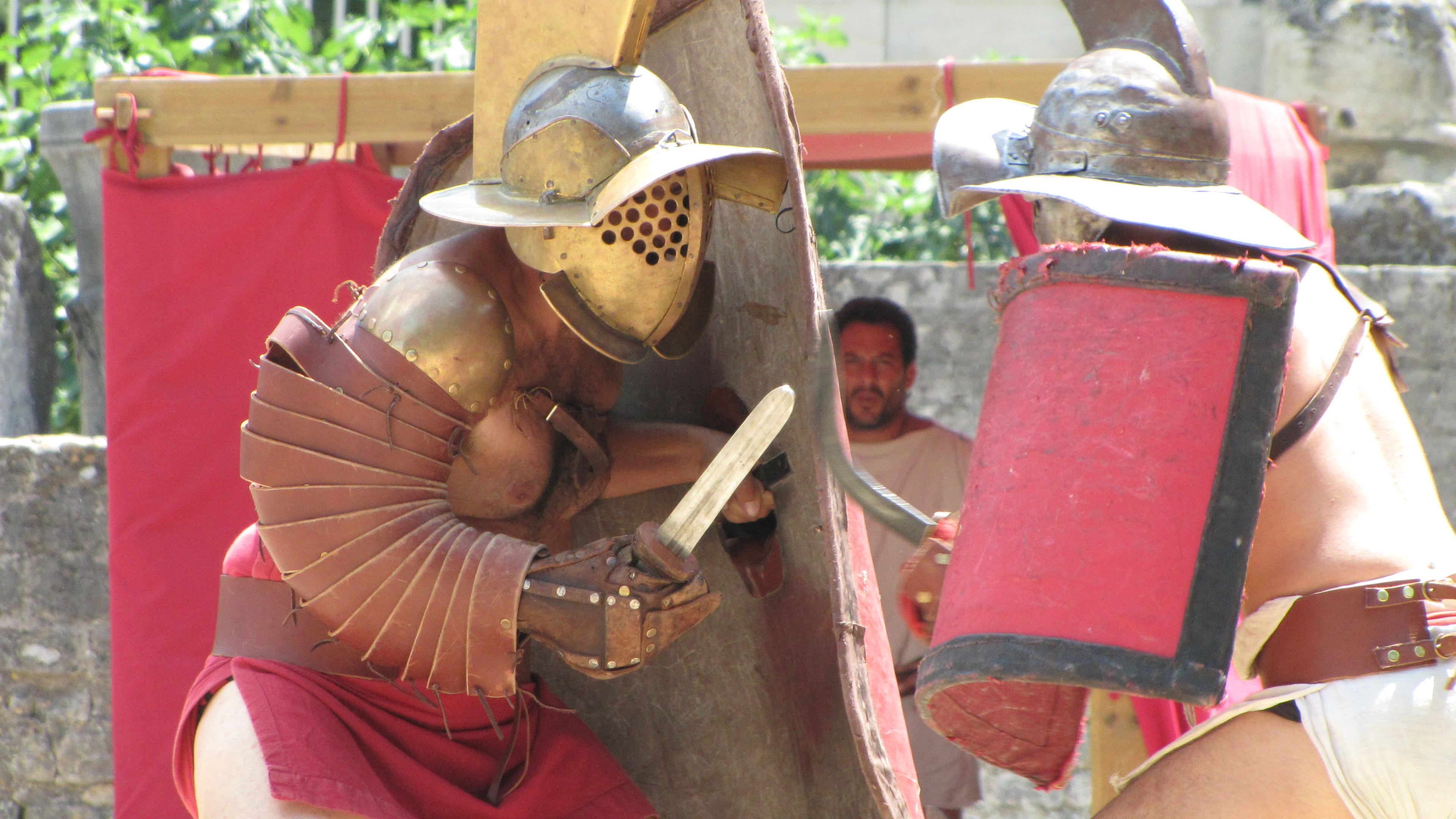
Реконструкция боя фракийца и мирмилона в Арле (Франция)

### Фракиец
Фракиец (Thraex, множество — Thraeces) — один из самых распространённых типов гладиаторов. Достоверно, этот тип гладиаторов появился в результате появления в I веке до н. э. большого количества военнопленных фракийцев. Снаряжение этого типа повторяло национальное фракийское: вооружён он изогнутым кинжалом-сико, доспехи состояли из шлема, стёганных обмоток на обеих ногах, высоких поножей, небольшого прямоугольного сильно выгнутого щита и наруча на правой руке. Шлем фракийца имел широкие поля, забрало с решёткой и характерного верховья в виде грифона — одного из символов богини мести Немезиды.

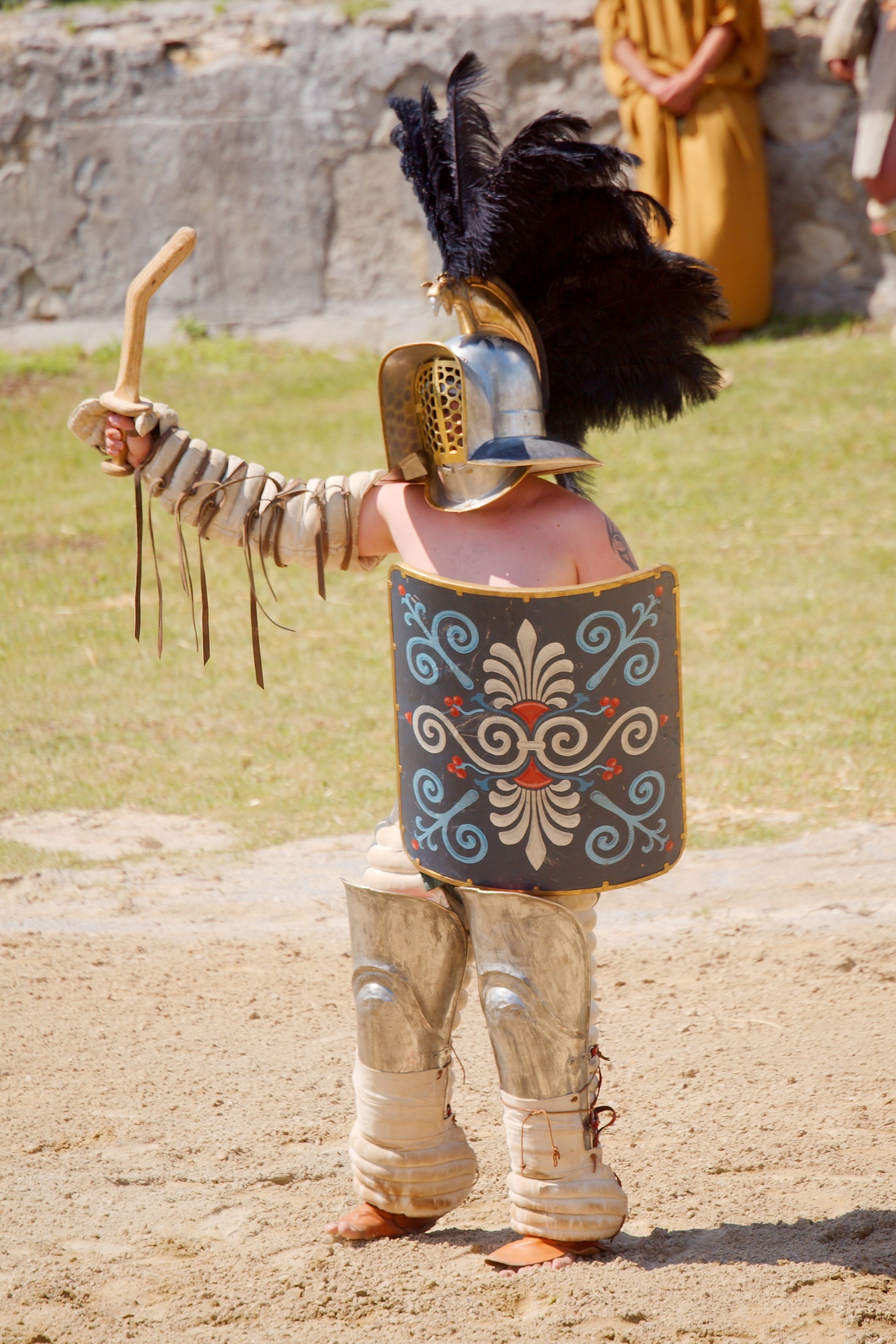
Фракиец

Гладиаторы-фракийцы считались бойцами ярко выраженного атакующего типа. Кривой кинжал давал им определённые преимущества именно в ближнем бою. Главными соперниками фракийцев на арене были мирмилоны. Иногда фракийцы также сражались с гопломахами.
В романе Джованьоли «Спартак» главный герой сражался на арене именно во фракийском вооружении.

### Пармуларий
Пармуларий (parmularius) — термин, употребляемый в отношении любого типа гладиаторов, которые носили маленький щит — парму (гопломахи, эквиты, возможно, фракийцы ).

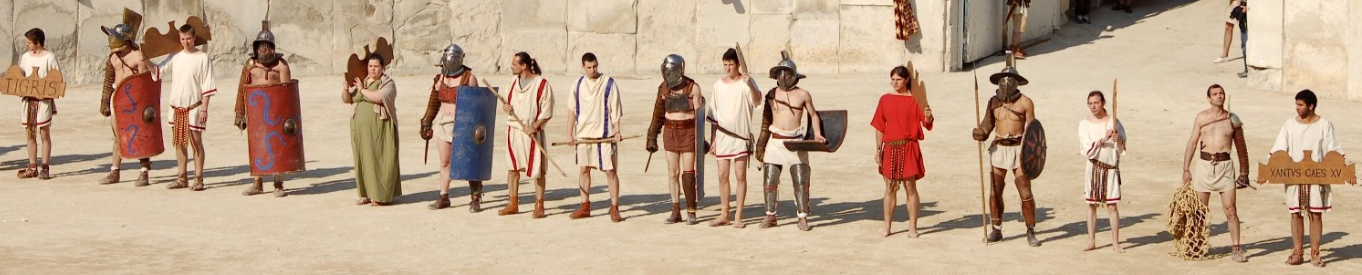

### Провокатор

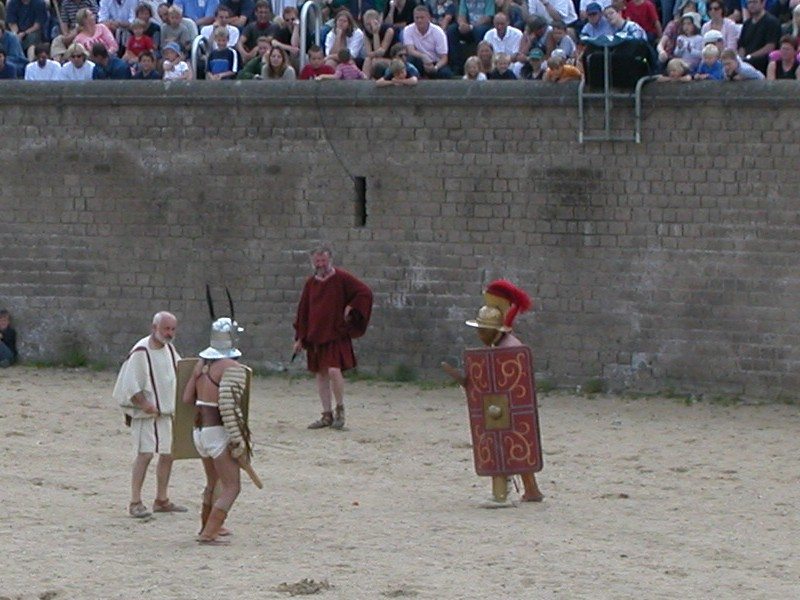
Провокатор и мурмиллон

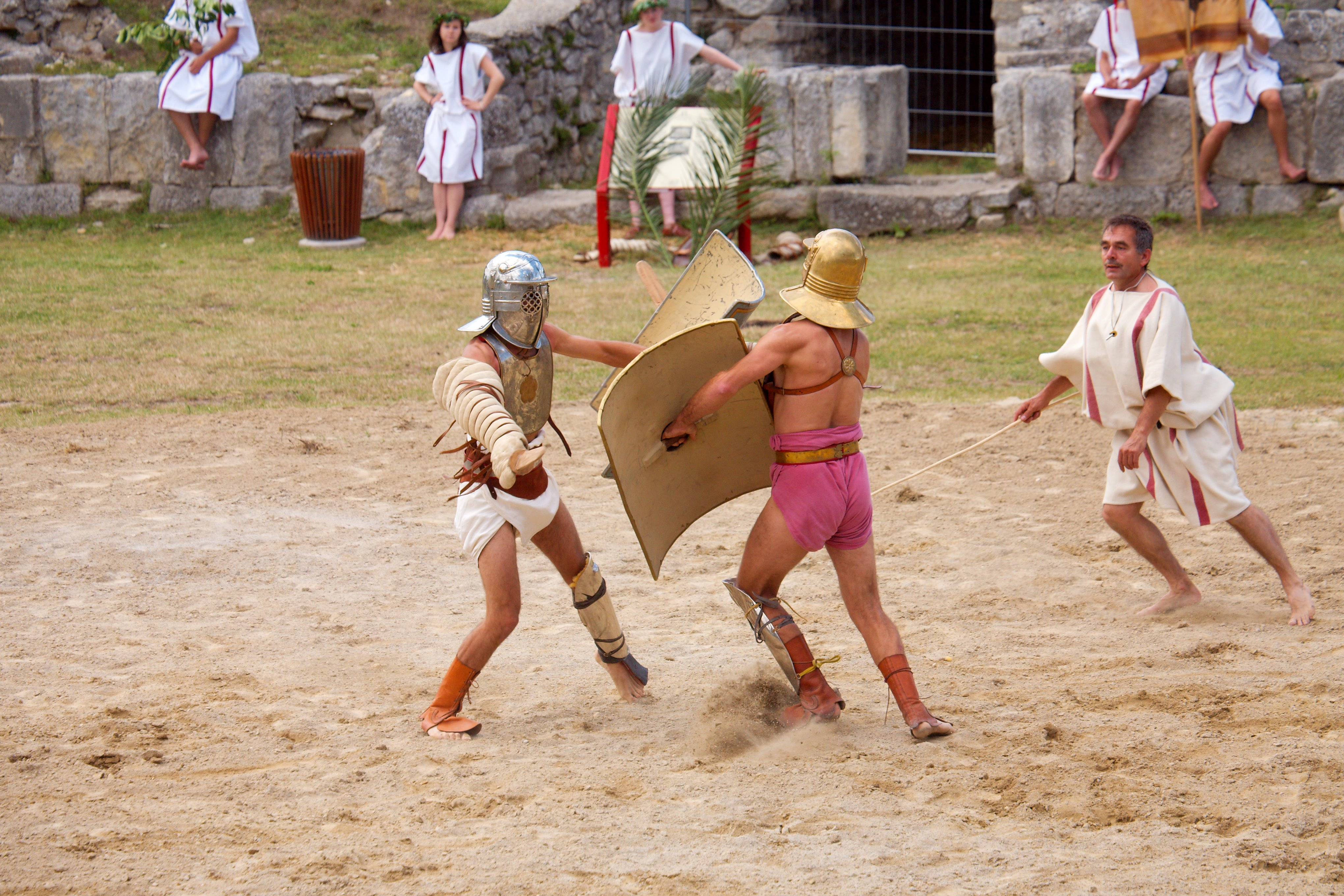
Провокаторы

Провокатор (provocator) — этот тип гладиатора происходил, достоверно, из осуждённых на смерть преступников и был известен ещё со времён Республики. Доспехи провокатора состояли из наруча на правой руке, короткого поножа на левой ноге, нагрудной пластины-кардиофилакса (cardiophylax) в виде прямоугольника или полумесяца, который крепился к груди ремнями, шлема и щита, немного меньше скутума мирмилона. Шлем провокатора вначале ничем не отличался от шлема легионера, но со II века н. э. постепенно эволюционировал в закрытый шлем с забралом, который имел круглые зарешеченные отверстия для глаз и большие поля, защищавшие шею. Плюмажа на шлеме провокатора не было, только по бокам его вставлялись перья. Вооружён провокатор был мечом — гладиусом. Со II—III веков н. э. гладиус заменяется спатой, провокаторы с ней назывались «провокаторы-спатарии».
Характерным признаком тактики ведения боя провокаторами были постоянные мнимые отступления с мгновенными контратаками. Дрались провокаторы почти исключительно между собой, только в отдельных случаях их противниками становились гладиаторы других типов.

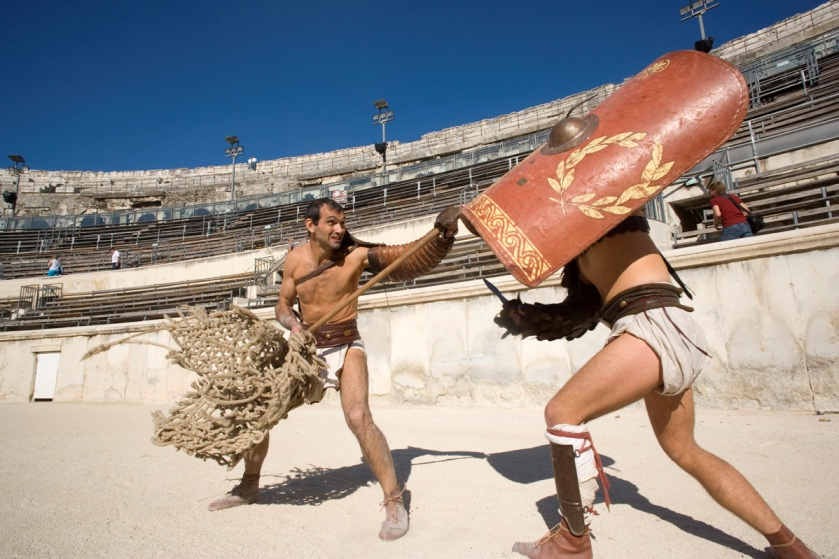
Поединок ретиария и мурмиллона

### Ретиарий

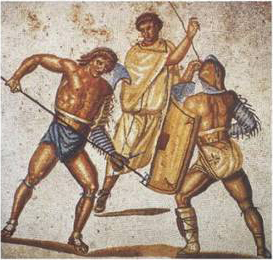
Бой ретиария и секутора

Ретиарий (retiarius) — один из самых распространённых типов гладиаторов, название которого буквально значит «боец с сеткой», «сеточник». Легковооружённый тип гладиатора. Доспех ретиария состоял из наруча-Маника на левой руке (manica) и металлического рюкзака-галера (galerus), что защищал левое плечо и, частично, шею. Дрался ретиарий обнажённым по пояс, низ живота был прикрыт настегновою повязкой — сублигакулумом (subligaculum). Поверх повязки крепился пояс (cingulum или balteus). Ноги могли быть защищены матерчатыми обмотками (fasciae). Вооружение состояло из трезубца (tridens), который также назывался «вилами» (furcina), сетки (rete, retia) и кинжала-пугио (pugio) на поясе. Поскольку сетка ретиария была метательным орудием (jaculum), этот тип иногда звали также «якулатор» (iaculator, jaculator), то есть «кидальщик».
Ретиарии были легковооружёнными, что (в сочетании с отсутствием щита) заставляло их постоянно двигаться во время боя, избегая близкого боя. Сетка ретиария имела круглую форму диаметром около 3 м и была снаряжена свинцовыми грузиками по краям, и возможно, крепилась верёвкой к запястью. Неизвестно, насколько она эффективна. Её ретиарий держал в защищённой левой руке, чтобы предотвратить возможность ранения противником во время броска. В случае удачи ретиарий стремился опутать и повергнуть соперника, а затем нанести решительный удар. Если же противнику удавалось завладеть сеткой, ретиарий перерезал верёвку кинжалом и освобождался. Трезубцем ретиарии одновременно атаковали противника и отражали удары. На арене ретиарий бился почти всегда с секуторами, иногда — с мирмилонами. Эта пара (без сомнения, самая известная в наше время) олицетворяла собой поединок рыбака и рыбы. Иногда ретиарий выходил драться против двух секуторов одновременно. Тогда он располагался на возвышении, где лежали камни, которые он швырял в противников, а секуторы атаковали его с двух сторон. Ретиарии были наименее престижными из типов гладиаторов (достоверно, из-за отсутствия классического для римлян вооружения) и не пользовались уважением публики.

### Секутор
Секутор (лат. secutor — преследователь) — тип гладиатора, который был создан специально для боя с ретиариями. Название этого типа переводится как «преследователь». Защитный доспех секутора состоял из шлема, щита-скутума, короткой поножи на левой ноге и наруча на правой руке. Шлем секутора имел обтекаемую форму без крыс (чтобы исключить зацепления за них сетки ретиария), забрало было откидным назад, сплошным и массивным (чтобы исключить пробития его трезубцем), с небольшими отверстиями для глаз и вершиной в виде плавника. Дрался секутор гладиусом.
Секутор всегда дрался с ретиарием. Тяжело вооружённый секутор, в противостоянии с лёгким ретиарием, должен выбирать тактику медленного наступления, постоянно преследуя противника. Отсюда происходит и название секутора.

### Скутар
Скутар (scutarius) — термин, употребляемый в отношении любого типа гладиаторов, которые носили щит-скутум (мирмилоны, секутора, провокаторы). Вероятно, поножи скутариив были покороче поножей пармулариев: они не достигали колен.

## Малоизвестные и малоизученные типы гладиаторов

### Андабаты
Андабаты (andabata, множество — andabatae) — малоизученный современными исследователями тип гладиатора. Точно известно, что андабат бился в шлеме без прорезей для глаз, или с единственным проёмом — то есть вслепую. Вооружены андабаты были короткими кинжалами, возможно, в их доспехи входила также кольчуга (лорика хамата). В период Империи этот тип гладиаторов уже встречался.
Существует предположение, что андабаты не были отдельным типом гладиаторов и так называли любого гладиатора, сражавшегося в шлеме без прорезей для глаз. Противником андабата на арене был другой андабат. Возможно, что существовали конные андабаты.

### Бустуарий
Бустуарий (bustuarius) — гладиатор, который участвовал в погребальных играх, боях в честь умершего. Его название происходит от слова bustum — «гроб», «могила», «место для захоронения костей», то есть «надгробный боец».

### Гладиатриса
Гладиатриса (gladiatrix, множество — gladiatrices) — женщина-гладиатор. У римлян не было конкретного слова, относящегося к женщинам-гладиаторам; гладиатриса — современный термин, который относится к женщине-гладиатору любого рода.
Время появления женщин-гладиаторов неизвестно, но согласно источникам, расцвета это явление достигло во времена императоров Нерона (54—68 годы н. э.) и Домициана (81—96 годы н. э.). Женские гладиаторские бои не столь хорошо изучены историками, но их существование является подтверждённым фактом.
Отмечается, что «женщин-гладиаторов было немного, и чаще всего они выступали в качестве пегниариев, веселящих публику, нежели гладиаторов, сеющих смерть». При этом смешанные поединки между разнополыми гладиаторами не допускались.

### Эсседарий

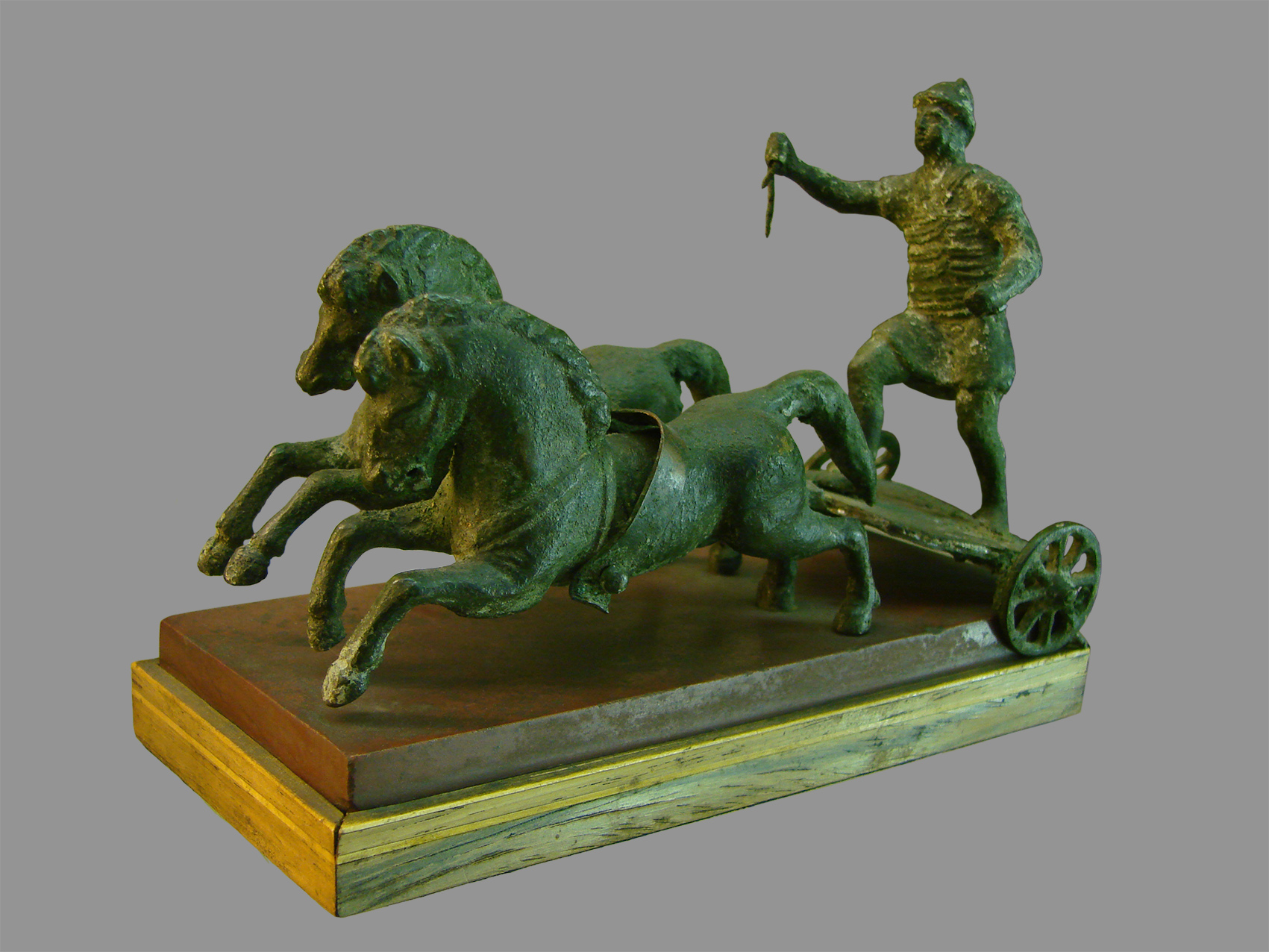
Античное изображение римской колесницы. Музей Лана (Франция)

Эсседарий (essedarius) — гладиатор, который сражался на колесницах. Его название происходит от слова essedum, которым римляне звали колесницы кельтов. На одной колеснице находилось одновременно один или два еседария, во втором случае один управлял лошадьми, второй был непосредственно бойцом. Слово essedarius употреблялось не только в отношении гладиаторов, но и кельтским воинов-колесничих (в Гая Юлия Цезаря в «Записках о галльской войне»). Возможно, появились после похода Цезаря в Британию. Они известны только по описаниям (начиная с I века н. э.), Их изображений не сохранилось, ничего не известно и об их манере боя. Можно предположить, что еседарий ездил на колеснице по краям арены и обстреливал пеших противников из лука и метал в них дротики. Еседарии были обычно вооружены копьями-дротиками, луком и мечом, иногда имели маленький щит. На колёсах могли крепиться острые лезвия.

### Цестус
Цестус или Кэст, цеста (cestus, caestus -Варианты передачи названия объясняются различиями между классическим и средневековым чтением латинских слов) — кулачный боец, боксёр на арене цирка. Название происходит от древнеримской боксёрской перчатки — Цестус (cestus или caestus).

### Крупеларий

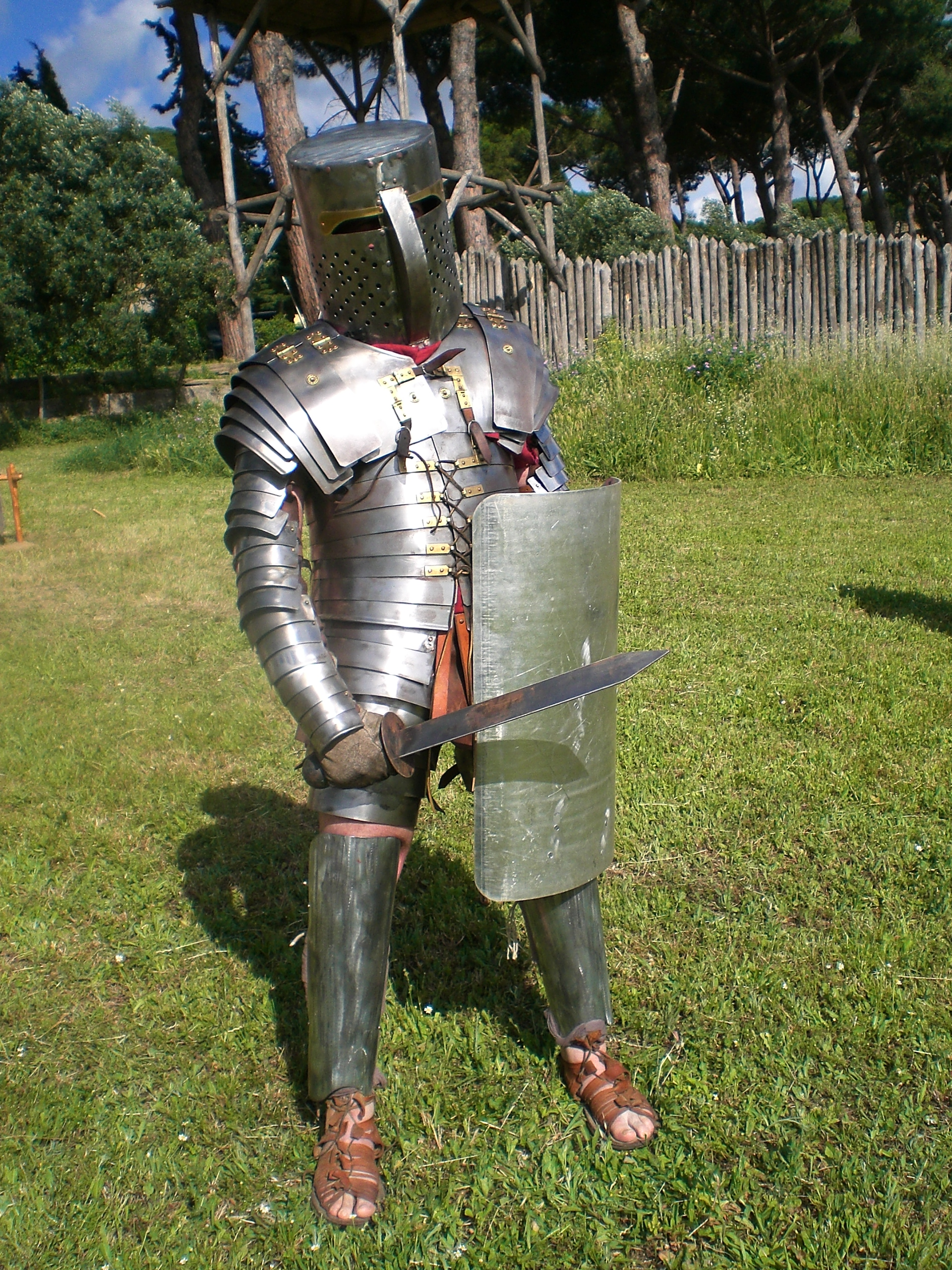
Гладиатор-крупеларий (историческая реконструкция)

Крупеларий, крупелярий (crupellarius) — тип гладиатора, доспехи которого состоял из пластинчатого панциря лорика сегментата, наручей-маник на обеих руках и высоких поножей. Шлем был закрытым, с прорезями для глаз и рта, внешне он напоминал средневековый топхельм. В сплошном доспехе, похожем на панцирь средневекового рыцаря, гладиатор-крупеларий был почти неуязвимым для соперника. Вооружение состояло из скутума и гладиуса. Тяжёлые доспехи ставили повышенные требования к кандидатам в крупеларии: пребывание в них требовало незаурядной физической силы и выносливости.
Первое и единственное упоминание о крупеллариях в античных источниках находится в «Анналах» римского историка Тацита. Тацит описывает крупелариев как гладиаторов, набранных из рабов-галлов, и снаряжённых по традициям воинов Лугдунской Галлии. Они приняли участие в восстании треверов под руководством Флора и Сакровира в 21 году н. э.:
В третьей книге произведения он описывает, как в 21 году н. э., во время правления второго римского императора , Тиберия, галльские племена треверов которых возглавил Юлий Флор, и эдуев, возглавляемых Юлием Сакровиром, подняли против римлян восстание галльских должников. Среди других восставших эдуев Тацит упоминает тяжело защищенных галльских гладиаторов, которые назывались крупеллариями. Решающая схватка эдуев с римским войском произошла вблизи Августодуна (современный Отён во Франции). Крупеллариев Сакровир сделал основой своего боевого порядка — они стали в центре впереди, остальные расположились вдоль и сзади. Именно крупелларии оказывали самое сильное сопротивление римлянам, они были настолько неуязвимы для оружия, что легионерам пришлось применить топоры и мотыги (кирки), чтобы их преодолеть:

43. … Всего в него собралось сорок тысяч, из которых одна пятая имела оружие римского образца, а у остальных были только пращи, ножи и т. д. вооружение, которым пользуются охотники. К ним был добавлен предназначенных для гладиаторских игр контингент рабов, по обычаю племени закованных в плотные железные латы; так называемые крупелларии, они были мало пригодны для нападения, зато неуязвимы для ударов врагов. …
46. … Разгром эдуев немного затянули латники, потому что их доспехи не пробивались ни копьями, ни мечами впрочем, воины, схватив топоры и кирки, и как будто они ломали стену, начали бить ими по панцирям, другие с помощью кольев и вил сваливали эти тяжелые глыбы на землю, и они, как мертвые, неподвижно лежали на земле, без каких-либо попыток подняться.
— Тацит. Анналы III, 43; 46.

Часть рабов проходила гладиаторскую подготовку. Закутаны в железо по обычаю их народа, эти крупелярии, как их звали, были слишком неуклюжие для наступательных действий, однако, были непреклонны в обороне … Пехота осуществила лобовую атаку. Галльские ряды попятились. Бронированные воины задержали наступление: они были неуязвимы для мечей и дротиков. Однако, римляне, используя топоры и клевцы, уничтожили доспехи вместе с владельцами, подобно тому как ломают стену. Других гладиаторов сбили на землю копьями-трезубцами, и пользуясь их беспомощностью, ставили на смерть.— Тацит. Анналы, III.
Поскольку галлы презирали практику ношения доспехов, то вышеупомянутая фраза о круппелариях, экипированных «по практике их народа» в доспехи, является конфузом.
Возможно, историк имел в виду тяжеловооружённых гладиаторов-галлов, которые впоследствии были переведены в мирмилоны.

### Лаквеарий
Лаквеарий, лакверарий, лаквеатор (laquearius, laquerarius, laqueator) — разновидность ретиария, буквально — «вооруженный лассо», «арканник». Снаряжение состояло из лассо (laqueus), короткого копья и кинжала. Лаквеарии появились довольно поздно. Их тактика повторяла тактику ретиария: они старались поймать противника арканом, а затем поразить кинжалом. Защитные доспехи были идентичными: рукав-маника и наплечник-галер.
Большинство гладиаторов имело своим прототипом воинов и охотников. Поскольку аркан был необычным оружием для римлян, можно предположить, что снаряжение этого типа гладиаторов происходит от снаряжения какого то варварского племени, возможно, воинов сагартиев из Древней Персии.
Кроме того, предполагают, что лаквеарий мог быть разновидностью пегниария, то есть циркового шута, забавлял публику шуточными боями в перерывах.

### Пегниарий
Пегниарий (paegniarius) — гладиатор, призванный развлекать публику в перерывах между боями, когда бойцы отдыхали. Название происходит от греческого слова παίγνιον («игрушка», «игрушка», «комическое представление»). Пегниарии были вооружены только деревянными мечами-рудисами (rudis) и хлыстами. Защитное снаряжение состояло из деревянного щита и деревянных щитков на руках и ногах вместо поручей и поножей, а вместо шлема они обматывали голову тканью. Пегниарии совершали шуточные поединки. В отличие от настоящих гладиаторов, они могли прожить долгую жизнь: известная эпитафия пегниарию Секунду (Secundus), которая сообщает, что он прожил 99 лет, 8 месяцев и 18 дней.

### Сагиттарий
Сагиттарий (sagittarius) — гладиатор-лучник. Носил конический шлем и чешуйчатый панцирь Лорика сквамата, вооружён был луком (arcus) и стрелами (sagittae).

### Самнит

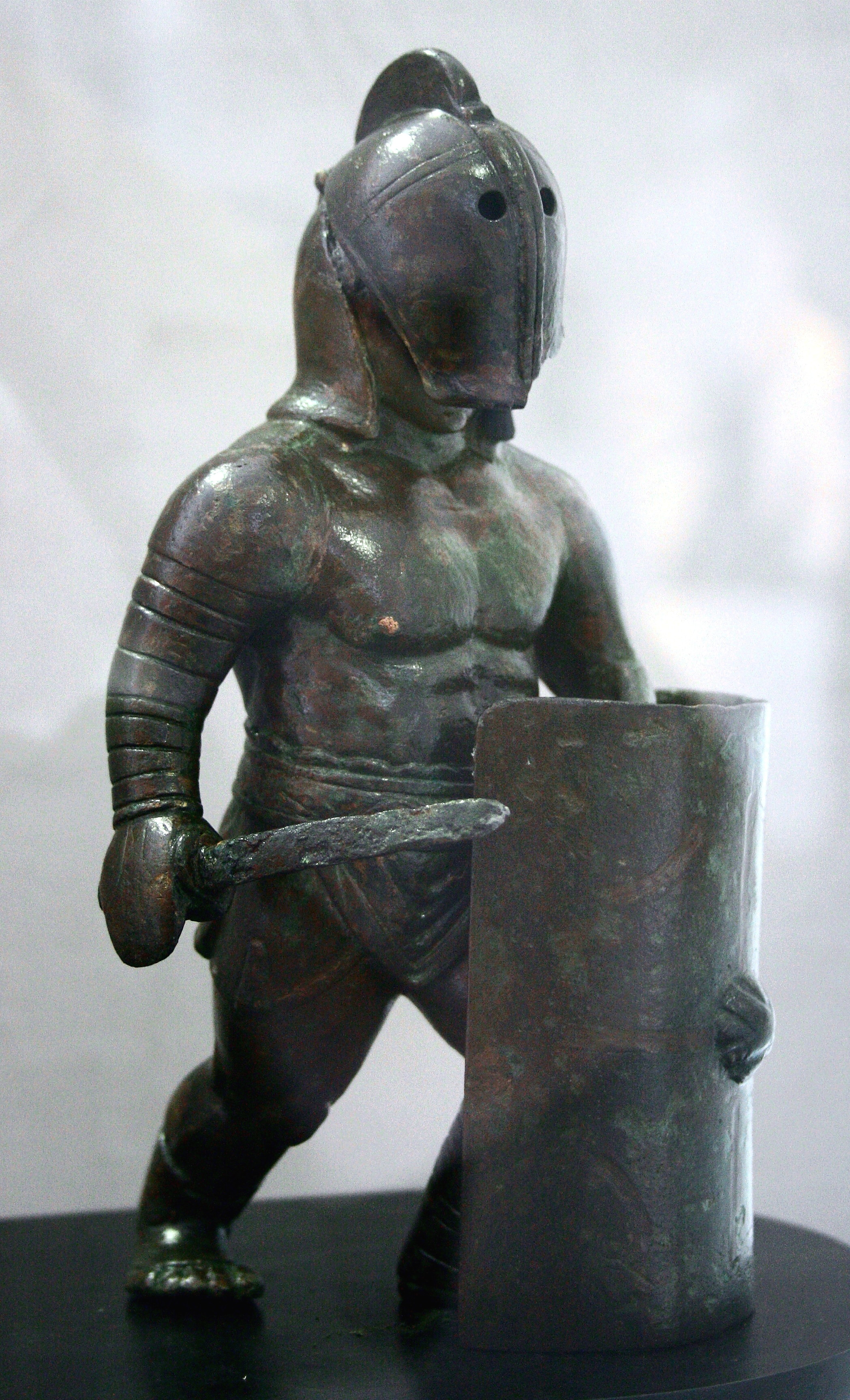
Самнит

Самнит (Samnis, множество — Samnites) — тип гладиаторов периода Республики. В своё время был самым популярным из всех. Представлял собой воинов италийской области Самнио, покорённой римлянами в III веке до н. э. Снаряжение этого типа гладиатора наследовало национальное самнитское. Доспехи самнитов состояли из шлема с забралом, одетого с гребнем или перьями (galea), щит (овального или прямоугольного), кожаной поножи на левой ноге (ocrea), наруча-маники и присущего самнитам тридискового панциря. Вооружён самнит был копьём и мечом-гладиусом.

### Скисор

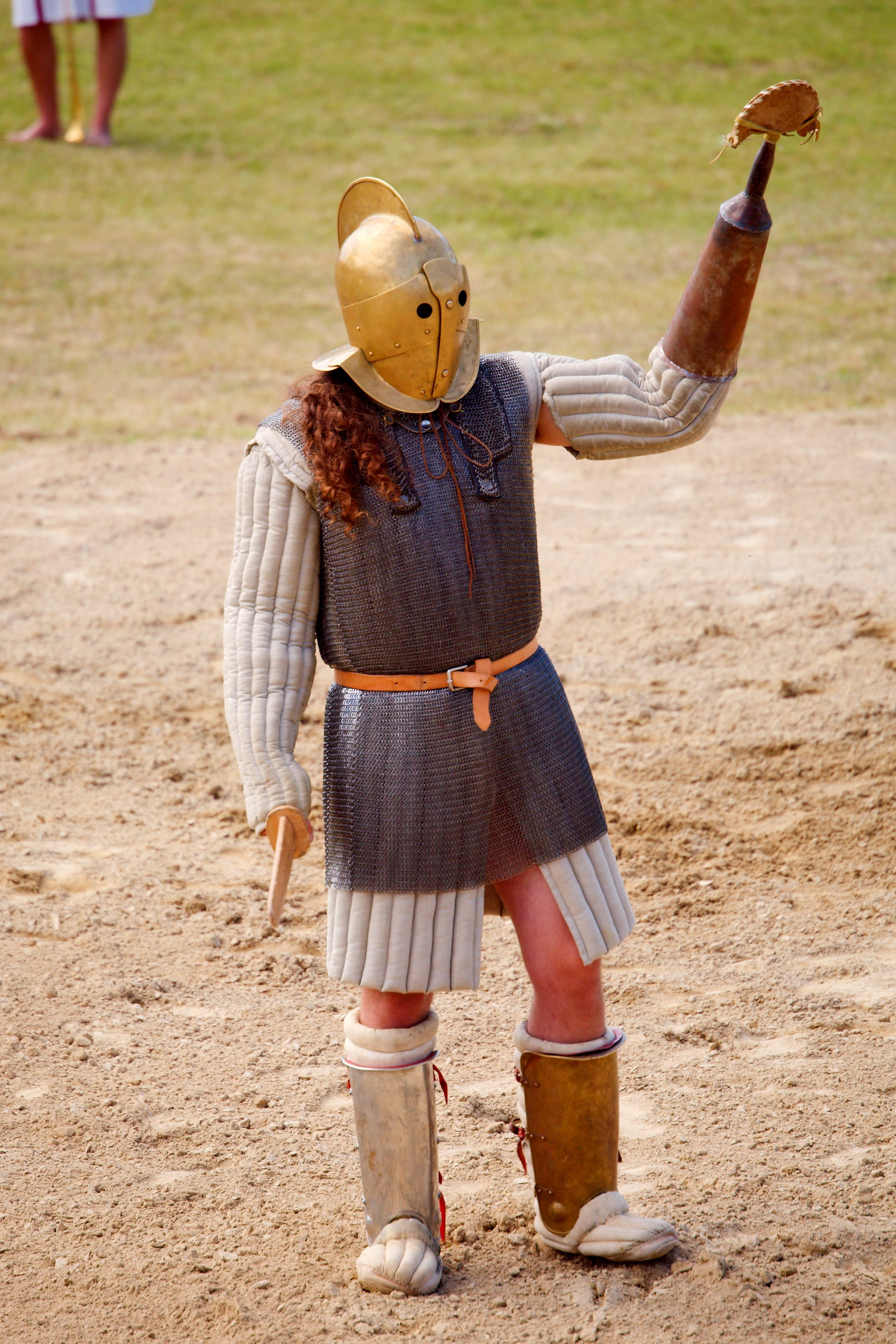
Гладиатор-скисор. современная реконструкция

Скисор, сцисор (scissor, множество — scissores) или арбелас (arbelas, множество — arbelai) — гладиатор, название которого происходит от слова scindo («режу», «кромсаю»). Другое название — «арбелас» (см.) известно только через один источник (то есть гапакс), поэтому точно идентифицировать их не удаётся. Арбеласа вспоминает древнегреческий писатель Артемидор Далдианский в своём трактате «Онейрокритика» («Толкователь снов») как одного из гладиаторов, которые могут присниться человеку, чтобы показать перспективы брака (арбелас во сне, как и димахер, предвещают плохую жену). Возможно, второе название этого типа гладиатора происходит от древнегреческого ἄρβηλος , которое означало сапожницкий нож в форме полумесяца, похожий на эскимосский улу (нож) — это связывалось с характерным, достаточно экзотическим оружием этого типа гладиаторов, которую скисор-арбелас держал в левой руке вместо щита. Он состоял из полого верховья, надеваемого на руку, с лезвием в форме полумесяца (достоверно, заточенного со всех сторон). Этим оружием он наносил противнику несерьезные, но очень кровоточащие раны. Кроме этого оружия, такой гладиатор был вооружён коротким мечом-гладиусом, который он держал в правой руке. Доспехи скисора состояли из закрытого шлема, кольчуги (Лорика гамата) или пластинчатого доспеха Лорика сегментата, наруча на правой руке (manica) и коротких поножей (ocreae). Шлем скисора был без крыс и решётки, с гребнем в виде плавника рыбы. Щитом скисор, как и димахер, не был вооружён.
Скисор был одним из самых тяжеловооружённых типов гладиаторов. На арене скисоры дрались или между собой, или против ретиария. Именно поэтому, видимо, шлем скисора был аналогичен шлему секутора — обтекаемой формы со сплошным откидным забралом и небольшими отверстиями для глаз.

### Арбелас
Арбелас был одним из самых тяжеловооружённых типов гладиаторов. Вес вооружения достигал 22—26 кг. Название арбелас происходит от греческого названия полукруглого ножа, напоминающего оружие этого типа гладиаторов.
Арбелас имел кольчугу с коротким рукавом, закрытый шлем, короткий меч, кожаная маника (наруч) на правой руке, трубчатый наруч с его оружием (арбелос) на левой руке, короткие поножи на обеих ногах.

### Тертиарий
Тертиарий, терциарий (tertiarius) — гладиатор, который сражался с победителем поединка. Название происходит от слова tertius — «третий». Терциарии могли быть «дублёрами» для заявленных, но отсутствующих участников боя. Также их звали «супозитикии», «супозициции» (suppositicii) — «заменители»

## Другие термины
- Венатор (venator, буквально — «охотник») — артист древнеримского цирка, аналогично бестиарию, специализировался на травле зверей. Однако венатор не был собственно гладиатором, потому что не дрался с зверями, а лишь осуществлял с ними рискованные трюки, аналогично современному укротителю.
- Грегарий (gregarius) — начинающий гладиатор (от одного года обучения). Буквально — «стадный». Название происходит из того, что перед поединками опытных гладиаторов часто проводили групповые битвы начинающих.
- Едитор (editor) — лицо, устраивавшее гладиаторские бои за свой счёт. Аналог современного спонсора или продюсера. Также назывался «мунерарием» (munerarius).
- Ланиста (lanista) — владелец гладиаторской школы. Он выкупал рабов на невольничьем рынке, занимался их обучением и затем отдавал в аренду едитору, который устраивал игры. Профессия ланисты была очень прибыльным, но вместе с тем и презренным ремеслом — по общественной градации ланиста приравнивался к leno (владельцу публичного дома, «сутенеру») как «торговец человеческим мясом», даже после смерти ланист хоронили исключительно за пределами городских кладбищ.
- Лорарий (lorarius) — служитель цирка, который подгонял неопытных гладиаторов или животных на арене. Само слово lorarius происходит от lorum («кожаный ремень», «кнут»). Кроме того, в обязанности лорариев входила уборка арены: они относили убитых и раненых гладиаторов, устраняли следы крови, засыпая их песком.
- Рудиарий (rudiarius) — гладиатор, отпущенный на свободу. Освобождение могло быть наградой за необычную доблесть, проявленную на арене (так, согласно некоторым данным, Спартак был рудиарием). Название происходит от «рудиса» (rudis) — деревянного меча, который вручали уволенным гладиаторам. Часто рудиарии оставались гладиаторами, в этом случае они пользовались популярностью публики. Те рудиарии, которые оставляли бои, могли стать тренерами или судьями на арене.

- Тиро (tiro) — гладиатор, который впервые выходит на арену.
- Тритон (triton) — ученик школы гладиаторов (до 1—2 лет обучения).
- Ветеран (veteranus) — гладиатор, который провёл несколько боёв на арене.